# Su Bingtian
Su Bingtian (n. 29 august 1989, Zhongshan⁠(d), Republica Populară Chineză) este un sprinter ce a reprezentat Republica Populară Chineză, medaliat olimpic. A participat la 3 ediții ale Jocurilor Olimpice (2012, 2016, 2020) în care a câștigat o medalie de bronz în proba de 4x100 de metri.

## Palmares
| An   | Competiție                  | Locație                    | Loc | Eveniment | Note  |
| ---- | --------------------------- | -------------------------- | --- | --------- | ----- |
| 2009 | Jocurile Asiatice în sală   | Hanoi, Vietnam             | 1   | 60 m      | 6,65  |
| 2009 | Campionatul Asiei           | Guangzhou, China           | 2   | 4×100 m   | 39,07 |
| 2010 | Jocurile Asiatice           | Guangzhou, China           | 1   | 4×100 m   | 38,78 |
| 2011 | Campionatul Asiei           | Kobe, Japonia              | 1   | 100 m     | 10,21 |
| 2011 | Campionatul Asiei           | Kobe, Japonia              | 4   | 4×100 m   | 39,33 |
| 2011 | Universiada                 | Shenzhen, China            | 3   | 100 m     | 10,27 |
| 2011 | Campionatul Mondial         | Daegu, Coreea de Sud       | 12  | 4×100 m   | 38,87 |
| 2012 | Campionatul Mondial în sală | Istanbul, Turcia           | 14  | 60 m      | 6,74  |
| 2012 | Jocurile Olimpice           | Londra, Marea Britanie     | 23  | 100 m     | 10,28 |
| 2012 | Jocurile Olimpice           | Londra, Marea Britanie     | 12  | 4×100 m   | 38,38 |
| 2013 | Campionatul Asiei           | Pune, India                | 1   | 100 m     | 10,17 |
| 2013 | Campionatul Asiei           | Pune, India                | 3   | 4×100 m   | 39,17 |
| 2013 | Campionatul Mondial         | Moscova, Rusia             | 23  | 100 m     | DS    |
| 2013 | Campionatul Mondial         | Moscova, Rusia             | 16  | 4×100 m   | 38,95 |
| 2014 | Campionatul Mondial în sală | Sopot, Polonia             | 4   | 60 m      | 6,52  |
| 2014 | Jocurile Asiatice           | Incheon, Coreea de Sud     | 2   | 100 m     | 10,10 |
| 2014 | Jocurile Asiatice           | Incheon, Coreea de Sud     | 1   | 4×100 m   | 37,99 |
| 2015 | Campionatul Asiei           | Wuhan, China               | 1   | 4×100 m   | 39,04 |
| 2015 | Campionatul Mondial         | Beijing, China             | 9   | 100 m     | 10,06 |
| 2015 | Campionatul Mondial         | Beijing, China             | 2   | 4×100 m   | 38,01 |
| 2016 | Campionatul Mondial în sală | Portland, Statele Unite    | 5   | 60 m      | 6,54  |
| 2016 | Jocurile Olimpice           | Rio de Janeiro, Brazilia   | 14  | 100 m     | 10,08 |
| 2016 | Jocurile Olimpice           | Rio de Janeiro, Brazilia   | 4   | 4×100 m   | 37,90 |
| 2017 | Ștafetele Mondiale          | Nassau, Bahamas            | 3   | 4×100 m   | 39,22 |
| 2017 | Campionatul Mondial         | Londra, Marea Britanie     | 8   | 100 m     | 10,27 |
| 2017 | Campionatul Mondial         | Londra, Marea Britanie     | 4   | 4×100 m   | 38,34 |
| 2018 | Campionatul Mondial în sală | Birmingham, Marea Britanie | 2   | 60 m      | 6,42  |
| 2018 | Jocurile Asiatice           | Jakarta, Indonezia         | 1   | 100 m     | 9,92  |
| 2018 | Jocurile Asiatice           | Jakarta, Indonezia         | 3   | 4×100 m   | 38,89 |
| 2018 | Cupa Continentală           | Ostrava, Cehia             | 2   | 100 m     | 10,03 |
| 2019 | Ștafetele Mondiale          | Yokohama, Japonia          | 4   | 4×100 m   | 38,16 |
| 2019 | Campionatul Mondial         | Doha, Qatar                | 21  | 100 m     | 10,23 |
| 2019 | Campionatul Mondial         | Doha, Qatar                | 6   | 4×100 m   | 38,07 |
| 2021 | Jocurile Olimpice           | Tokio, Japonia             | 6   | 100 m     | 9,98  |
| 2021 | Jocurile Olimpice           | Tokio, Japonia             | 3   | 4×100 m   | 37,79 |
| 2022 | Campionatul Mondial         | Eugene, Statele Unite      | 23  | 100 m     | 10,30 |
| 2022 | Campionatul Mondial         | Eugene, Statele Unite      | 12  | 4×100 m   | 38,83 |